# Couwelaar
Couwelaar is een buurtschap  in de gemeente Alphen-Chaam, in de Nederlandse provincie Noord-Brabant.
Tot en met 1941 behoorde het bij de gemeente Ginneken en Bavel en tot 1997 bij de gemeente Nieuw-Ginneken. De buurtschap ligt aan de Cauwelaerseweg, ten zuidoosten van Ulvenhout, ten oosten van Notsel, ten westen van Geersbroek en ten noorden van de snelweg A58. 
In 1840 had de buurtschap 12 huizen en 59 inwoners. In 2000 was dat niet veel veranderd: Couwelaar telde toen 20 huizen en 60 inwoners.
Hoofdplaats: Alphen      Dorpen: Bavel (deels) · Chaam · Galder · Strijbeek · Ulvenhout (deels) 

Buurtschappen: Alphen-Oosterwijk · Anneville · Balleman · Boshoven · Boslust · Couwelaar · Chaamdijk · Dassemus · Druisdijk · Geersbroek · Ginderdoor  · Grazen · Heerstaaien · Heikant · Het Sas · Hondseind · Houtgoor · Kalishoek · Kerzel · Klooster · Kwaalburg · Leg · Looneind · Meijsberg · Notsel · Rakens · Snijders-Chaam · Terover · Venweg · 't Zand 

Noord-Brabant: Steden en dorpen      Nederland: Provincies · Gemeenten